# Utetheisa aldabrensis
Utetheisa aldabrensis là một loài bướm đêm thuộc phân họ Arctiinae, họ Erebidae.